# Drapelul Senegalului

Raport: 2:3

Originile drapelului Senegalului a fost adoptat în anul 1960 după modelul tricolorului francez , drapelul Senegalului se distinge de acesta , prin culorile sale panafricane : verde , galben și roșu . De asemenea , în centru se află o stea verde cu 5 colțuri , care reprezintă libertatea și progresul.